# Castell-Platja d'Aro
Castell-Platja d'Aro (em catalão e oficialmente) ou Castillo de Aro (em castelhano), também chamado em catalão Castell d'Aro, Platja d'Aro i S'Agaró e la Vall d'Aro, é um município da Espanha na comarca de Baix Empordà, província de Girona, comunidade autónoma da Catalunha. Tem 21,68 km² de área e em 2021 tinha 11 455 habitantes (densidade: 528,4 hab./km²).

## Demografia
| Variação demográfica do município entre 1991 e 2004 | Variação demográfica do município entre 1991 e 2004 | Variação demográfica do município entre 1991 e 2004 | Variação demográfica do município entre 1991 e 2004 |
| --------------------------------------------------- | --------------------------------------------------- | --------------------------------------------------- | --------------------------------------------------- |
| 1991                                                | 1996                                                | 2001                                                | 2004                                                |
| 4823                                                | 5177                                                | 6806                                                | 8470                                                |